# Wahagn Hajrapetjan
Wahagn Hajrapetjan (armenisch Վահագն Հայրապետյան; englisch Vahagn Hayrapetyan; * 30. August 1968 in Jerewan, Armenische SSR, Sowjetunion) ist ein armenischer Jazzmusiker (Piano, auch Gesang, Komposition).

## Leben und Wirken
Hajrapetjan stammt aus einer Musikerfamilie; beide Eltern sind Geiger. Schon als Kind fiel er durch seine Kreativität und Originalität auf. Er absolvierte das örtliche Tschaikowski-Konservatorium und das Staatliche Konservatorium seiner Geburtsstadt. Hajrapetjan lernte dann von Barry Harris und Frank Hewitt in New York City. Seit den 1980er Jahren leitete er ein Jazz-Trio und Quartett in Jerewan; 1998 holte ihn Arto Tunçboyacıyan als Keyboarder in seine Armenian Navy Band. 2004 gründete er seine eigene Band Katuner, mit der mehrere Alben entstanden. 2010 legte er sein erstes Soloalbum Singin and Swingin vor. Mit seinem Quartett New York – Yerevan folgte Stike up the Band.
Hajrapetjan tritt mit russischen Jazzmusikern wie Igor und Oleg Butman, Sergey Golovnya, Yakov Okun, Sergey Vasilyev, Pavel Temofeev oder Peter Vostokov auf. Mit dem russischen Pianisten Daniel Kramer veröffentlichte er 2013 das Duo-Album Live in Yekaterinburg. Weiterhin spielte er mit Musikern wie Elvin Jones, Jimmy Lovelace, Leroy Williams, Ari Roland, Zaid Nasser, Jason und Delfeayo Marsalis und vielen mehr. Er ist auch auf Alben mit Toufic Farroukh, Sezen Aksu und Géraud Portal zu hören.
Hajrapetjan nahm an vielen internationalen Jazzfestivals teil, unter anderem beim Jazz Jamboree, dem New Orleans Jazz Fest du Maurier, dem St. Petersburg International Jazz Festival und beim Festival International de Jazz de Montréal.
Weiterhin komponiert Hajrapetjan Filmmusiken und unterrichtet Jazz in Jerewan, Syrien, Iran, Libanon und Jordanien. 2008 wurde er als „Verdienter Künstler Armeniens“ ausgezeichnet.

## Diskographische Hinweise
- Love for Sale (mit Clarence Johnson III)
- Trip to New Orleans (2003, mit Johnny Vidacovich und Ed Wise)
- Arto Tuncboyaciyan, Vahagn Hayrapetyan Love Is Not in Your Mind (2005)
- Bop it Up (mit Wendell Brunious, Brice Winston, Bill Huntington und Jason Marsalis)
- Jivan Gasparyan Jr., Armen Hyusnunts, Vahagn Hayrapetyan, Alex Baboian Aragats: The Arrival (Dreyer-Gaido 2016)

## Filmographie
- Bonded Parallels (2009)
- If Only Everyone (2012, Auszeichnung des Internationalen Filmfestivals Beijing)
- Shor and Shor Shor[1]
- Bari Luys (2017)